# Miková
Miková est un village de Slovaquie situé dans la région de Prešov.

## Histoire
Première mention écrite du village en 1390.
Le village est surtout connu comme le village ancestral de l'artiste américain Andy Warhol, dont les deux parents ont émigré de Miková au début du XXe siècle.

## Démographie

### Évolution de la population
| Année:               | 1994. | 2004.   | 2014.   | 2024.   |
| -------------------- | ----- | ------- | ------- | ------- |
| Nombre de personnes: | 175   | 158     | 148     | 136     |
| Différence:          |       | -9,71 % | -6,32 % | -8,10 % |

| Année:               | 2023. | 2024.   |
| -------------------- | ----- | ------- |
| Nombre de personnes: | 133   | 136     |
| Différence:          |       | +2,25 % |